# Валерія (співачка)
Валерія (псевдонім, справжнє ім'я Алла Юріївна Перфілова; — нар. 17 квітня 1968, Аткарськ, Саратовська область, Російська РФСР)  — російська естрадна співачка (контральто) і модель. Народна артистка Росії (2013).
З 7 січня 2023 року перебуває під санкціями РНБО за антиукраїнську діяльність.

## Біографія
Батько — Юрій Іванович Перфілов (1945 — 22 листопада 2009, помер після стентування судин серця), заслужений працівник культури, був директором музичної школи Аткарська, мати — Галина Миколаївна Перфілова (д. Нікітіна) (н. 27 квітня 1938), заслужений працівник культури, викладач тієї ж школи. Бабуся Валентина Дмитрівна Нікітіна (н. 6 листопада 1913) — їй виповнилося 100 років.
Закінчила Аткарську музичну школу. В 1985 приїхала до Москви та вступила в клас естрадного вокалу Державного музично-педагогічного інституту імені Гнесіних, який закінчила в 1990. Естрадному майстерності навчали народний артист СРСР Йосип Кобзон та народна артистка Росії Гелена Веліканова.
У 1992 записала свій перший англомовний альбом «The Taiga Symphony» на музику Віталія Бондарчука та тексти Річарда Найлса. Паралельно із записом цього альбому за замовленням фірми «Olympia disk» був записаний альбом російських романсів «Побудь зі мною».
На початку своєї творчої діяльності взяла участь у ряді конкурсів виконавців-початківців. 1992 року вона стала переможницею телевізійного конкурсу «Ранкова зірка», міжнародного конкурсу «Братиславська ліра» та отримала приз глядацьких симпатій на конкурсі «Юрмала-92».
За підсумками 1993 рішенням друкованого органу Спілки журналістів Росії присуджено звання «Людина року».
1993 року спільно з Олександром Шульгіним — другим чоловіком, продюсером та автором пісень, а також музикантами групи «СВ» була розпочата робота над новим альбомом. Наприкінці грудня 1995 Випустила сингл «Моя Москва». Багато пісень, що вийшли 1995 року з альбому «Анна», тривалий час займали лідируючі позиції в хіт-парадах та плей-листах провідних радіостанцій Росії. В 1997 закінчила роботу над альбомом «Прізвище, частина 1».
З 1996 по 1998 Викладала в музичній академії ім. Гнесіних.
У наступний період були випущені такі альбоми, як «Найкраще», «Очі кольору неба», максі-сингли «Метелиця» і «Рига — Москва», а також вийшов у світ «Перший INTERNET альбом».
На початку 2002 покинула шоу-бізнес з причини розбіжностей зі своїм продюсером. У квітні 2003 рішенням суду контракт між співачкою Валерією та Олександром Шульгіним був розірваний.
7 квітня 2003 підписала контракт з продюсером Йосипом Пригожиним і його компанією «Нокс М'юзік». 5 червня на церемонії вручення Національної Премії в галузі популярної музики «Муз-ТВ 2003» в спорткомплексі «Олімпійському» Повернулася на сцену.
У 2004 стала володаркою премій двох музичних каналів Росії — «Муз-ТВ» і «MTV Russia Music Awards» у номінації «Найкраща виконавиця», пізніше співачка отримала чотири премії «Золотий грамофон» та премію «MTV RMA» за «Найкращу пісню».
У 2005 указом Президента РФ від 25 жовтня Валерії було присвоєно звання Заслуженої артистки Російської Федерації.
Була обличчям рекламних кампаній низки міжнародних торгових марок. Володарка власної лінії парфумів та ювелірних прикрас «De Leri».
2006 року вийшла автобіографічна книга «І життя, і сльози, і любов» 200-тисячним тиражем.
У квітні 2006 року вийшов альбом «Ніжність моя». У вересні 2006 року вирушила в турне на підтримку альбому, в рамках якого дала ряд концертів в Росії і за її межами. У листопаді зібрала аншлаг на концерті у спорткомплексі «Олімпійському».[джерело не вказане 4747 днів]
У грудні 2007 оголосила про припинення гастрольної діяльності в Росії та перехід на західний ринок.
У березні 2008 Випустила новий альбом «Out of Control» («Непідконтрольно»). У створенні альбому взяли участь Рей Сент-Джон (автор композиції Шаде «Smooth Operator»),  Девід Річардс (продюсер кількох альбомів Queen), Шанталь Крев'язюк (автор багатьох хітів Авріл Лавін, Гвен Стефані та Келлі Кларксон), а також Франческа Ешліманн, Джордж де Анджеліс та Сергій Галоян, який написав відомі хіти для групи «Тату». Зібранням альбому займався Саймон Горджерлі (володар Grammy — 2006 за роботу над альбомом U2 «How to dismantle an atomic bomb»). Одним з треків стала кавер-версія «Stayin alive» групи «Bee Gees», яку Валерія виконала разом з автором Робіном Гіббом.
Восени 2008 відбулася прем'єра кліпу на пісню «Біль!» (Щастя на частини), в англомовній версії — «Wild», зйомки якого відбулися взимку 2007 року (режисер — Алан Бадоєв).
2008 року була призначена послом Доброї волі МОМ (Міжнародна організація з питань міграції, ООН). Ця подія пройшла в штаб-квартирі організації в Женеві 12 серпня 2008.
Жовтень 2008 — на обкладинці американського журналу «Billboard».
9 січня 2009 на запрошення Робіна Гібба брала участь у благодійному концерті в Battersea Evolution разом з Melanie C, Level 42, Atomic Kitten і Bill Wyman.
Березень-квітень 2009 — Валерія брала участь у гастрольному турі групи Simply Red по Великій Британії. 30 квітня 2009 — їх спільний концерт в Державному Кремлівському палаці, Москва.
4 травня 2009 — реліз альбому «Out of Control» у Великій Британії, 5 травня — презентація в посольстві РФ у Великій Британії.
Квітень-травень 2009 року — сингл «Wild!» займає високі сходинки хіт-параду клубної музики за даними американського видання «Billboard».
Була членом журі телевізійного конкурсу молодих виконавців «Секрет успіху» («X-Factor») на каналі Росія. Її регулярно запрошують в журі Міжнародного конкурсу молодих виконавців популярної музики «Нова хвиля» у Юрмалі.

## Погляди
6 лютого 2012 року була офіційно зареєстрована як довірена особа кандидата в Президенти РФ і чинного прем'єр-міністра Володимира Путіна. Своє ставлення до влади співачка пізніше описала так: «Я — людина зі сформованою громадянською позицією та впевнена, що в Росії поки немає людини, яка б впоралася з президентськими обов'язками краще, ніж В. В. Путін. І не праві ті, хто вважає, що мене купили або підмовили» .
Влітку 2012 року висловилася за покарання учасниць групи «Pussy Riot» за акцію в Храмі Христа Спасителя:«… покарати треба відчутно, щоб не просто штраф, який успішно оплатять їхні прихильники, для яких це копійки, а так, щоб іншим було неповадно». Дівчат вона назвала «вуличними хуліганками» та заявила, що обурена їх вчинком. Крім того, Валерія висловила негативне ставлення до підтримки «Pussy Riot» з боку світових знаменитостей .
Рекламуючи 2008 року свій англомовний альбом, Валерія з'явилася у відеоролику зі слоганом «Я люблю Pink News» для однойменного британського ЛГБТ-порталу. Однак, у наступному інтерв'ю тому ж виданню вона заявила, що не хоче бути «гей-іконою» та нічого не знає про проблеми гомосексуалів в Росії, зокрема про заборону правозахисних акцій у Москві. У грудні 2012 року разом з іншими діячами шоу-бізнесу та спорту підписала лист на адресу президента та прем'єр-міністра РФ із закликом достроково припинити повноваження відомого низкою скандальних ініціатив депутата Законодавчих зборів Санкт-Петербургу Віталія Милонова. В червні 2013 року співачка підтримала прийняття закону про заборону так званої «пропаганди нетрадиційних сексуальних відносин» і назвала гомосексуальність «біологічно невиправданою орієнтацією».
У березні 2014 року підписала листа на підтримку політики президента Росії Володимира Путіна щодо російської військової інтервенції в Україну
. В серпні 2016 Йосип Пригожин, продюсер і чоловік співачки, заявив, що жодних підписів на підтримку агресивної політики Путіна ні він, ні Валерія не ставили. На момент заяви їх прізвища значились в зазначеному листі Міністерства культури РФ. Відомо, що через свою позицію щодо підтримки політики Путіна співачка мала проблеми з концертною діяльністю.
У 2018 році виступала на концерті-відкритті Керченського мосту.
На початку березня 2019 співачка підтримала кандидата у президенти Володимира Зеленського. [джерело?]

### Реакції
У липні 2014 року Міністерство закордонних справ Латвії на невизначений термін включила Валерію, а також Олега Газманова та Йосипа Кобзона, до списку іноземців, яким заборонено в'їзд до Латвії. Названа причина: «вказані особи своїми діями сприяли підриву територіальної цілісності і суверенітету України».
Поява Валерії в ефірі телеканалу «Інтер» у новорічних програмах з 31 грудня 2014 до 1 січня 2015 років викликала масове обурення у соціальних мережах та блогосфері; згодом заяви з цього приводу зробила велика кількість українських чиновників найвищого рівня, політиків і громадських діячів.
8 серпня 2015 року внесено до «Чорного списку Міністерства культури України».
У 2021 році прокуратура АР Крим та міста Севастополя відкрила кримінальне провадження за протиправні дії, які кваліфіковано за ч. 2 ст. 332-1 КК України, досудове розслідування буде здійснюватися СУ ГУ СБУ в АР Крим за фактом незаконного в'їзду/виїзду росіян на окупований півострів.

## Особисте життя

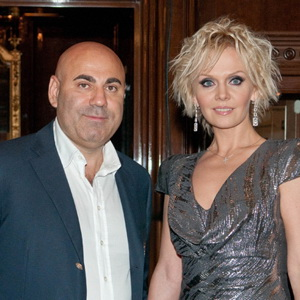
Йосип Пригожин на церемонії Top Beauty Awards 2010 в готелі «The Ritz-Carlton» 19 травня 2010

- Перший чоловік Леонід Володимирович Ярошевський[31] (1 червня 1960[32]) — джазовий піаніст та саксофоніст, закінчив диригентсько-хорове відділення Саратовського музичного училища, навчався в консераторіі, живе в Німеччині, в передмісті Бонна, гастролює з хором «Bolschoi Don Kosaken» з 1993 року[33], раніше керував джаз-рок ансамблем «Віддзеркалення»[33], в якому починала Валерія, тоді Алла Перфілова[34].
- Другий чоловік продюсер Олександр Валерійович Шульгін. Вони розлучилися в середині лютого 2002[35]
  - діти: дочка Анна Шульгіна (1993) і сини Артемій Шульгін (1994) і Арсеній Шульгін (1998)[36].
- Продюсер та третій чоловік співачки — Йосип Ігорович Пригожин.

## Події, нагороди, заслуги
- 1992 — перемога на телевізійному конкурсі «Ранкова зірка»
- 1992 — перемога на міжнародному конкурсі «Братиславська ліра»
- 1992 — приз глядацьких симпатій на конкурсі «Юрмала-92»
- 1993 — рішенням друкованого органу Спілки журналістів Росії Валерії присуджено звання «Людина року».
- 1994 — лауреат телевізійного фестивалю «Пісня року» за композицію «Звичайні справи»
- 1995 — лауреат телевізійного фестивалю «Пісня року» за композицію «Літак»
- 2000 — нагорода «Стопудовий хіт від Хіт-FM» за пісню «Метелиця».
- 2000 — національна музична премія «Золотий грамофон» за пісню «Рига — Москва».
- 2000 — лауреат телевізійного фестивалю «Пісня року» за композиції «Не ображай мене», «Рига — Москва», «Метелиця».
- 2001 — премія російської музіндустрії звукозапису «Рекордъ-2001» в номінації «радіохіт року» за пісню «Рига — Москва». А трохи пізніше приз в номінації «Радіофаворит року» професійної національної премії ім. Попова в області радіомовлення.
- 2001 — відбулися два московських сольних концерти Валерії в ДЦКЗ «Росія» з концертною програмою «Очі кольору неба», які пройшли з аншлагом.
- 2001 — лауреат телевізійного фестивалю «Пісня року» за композицію «Таю», приз ім. Клавдії Шульженко в номінації «співачка року»
- 2003 — Після двох років мовчання відбулося тріумфальне повернення співачки на сцену, перед двадцятитисячною аудиторією на премії «МУЗ-ТВ 2003»
- 2003 — за підсумками 2003 року читачі тижневика "7 Днів"назвали Валерію «найпопулярнішою вітчизняною виконавицею» та «найкрасивішою вітчизняною виконавицею»
- 2003 — вручений Орден «За відродження Росії. XXI Століття».
- 2003 — національна музична премія «Золотий грамофон» за пісню «Часики» (найпопулярніша пісня 2003)
- 2003 — лауреат конкурсу «Ділові люди 2003»
- 2003 — лауреат телевізійного фестивалю «Пісня року» за композиції «Часики», «Була любов»
- червень 2004 — нагорода 2-ї щорічної національної телевізійної премії в області популярної музики «МУЗ-ТВ 2004» в номінації «найкраща виконавиця»
- жовтень 2004 — нагорода MTV Росія в номінації «найкраща виконавиця».
- листопад 2004 — премія російської індустрії звукозапису «Рекорд '-2004Рекордъ-2004Рекорд '-2004» у номінації «радіохіт року» за пісню «Часики».
- грудень 2004 — національна музична премія «Золотий грамофон» за пісню «Чорно-білий колір»
- жовтень 2004 — грудень 2006 — Валерія є постійною ведучою головного музичного фестивалю країни «Нові пісні про головне», а також його лауреатом.
- осінь 2005 — нагорода MTV Росія в номінації «Найкраща пісня» (за пісню «Ти сумуєш», виконану спільно зі Стасом П'єхою)
- грудень 2005 — національна музична премія «Золотий грамофон» за пісню «Ти сумуєш»
- 25 грудня 2005 — Указом Президента РФ Валерії присвоєно звання Заслужена артистка Росії.
- 2006 — національна музична премія «Золотий грамофон» (як діамантовому голосу Росії) за пісню «Ніжність моя»
- 2006 — випуск альбому «Ніжність моя» — головного альбому 2006
- 2006 — грандіозний московський сольний концерт Валерії в спорткомплексі «Олімпійському» з концертною програмою «Ніжність моя», який пройшов з справжнім переаншлагами та зібрав понад 16 тис. осіб, відеоверсія концерту була випущена на DVD.
- 2007 — премія російської індустрії звукозапису «Рекордъ-2007» в номінації «радіохіт року» за пісню «Ніжність моя»
- 2007 — національна музична премія «Золотий грамофон» за пісню «Ми разом»
- 2007 — лауреат телевізійного фестивалю «Пісня року» за композицію «Ми разом»
- 2007 — лауреат національної премії громадського визнання досягнень жінок «Олімпія» Російської Академії бізнесу та підприємництва[37]
- 12 серпня 2008 — Валерія офіційно вступила на посаду Посла Доброї Волі Міжнародної організації з питань міграції (МОМ) при ООН. Їй вручено медаль за заслуги в боротьбі з торгівлею людьми. Церемонія пройшла в штаб-квартирі МОМ в Женеві
- 2008 — національна музична премія «Золотий грамофон» за пісню «Людина дощу»
- 2008 — лауреат національної російської премії «Овація» в номінації «Найкращий співак»
- 2008 — лауреат телевізійного фестивалю «Пісня року» за композицію «Людина дощу»
- 2009 — переможець премії ZD Awards 2008 в номінаціях: «Співачка» і «Відео».
- 2009 — національна музична премія «Золотий грамофон» за пісню «Ніхто як ти»
- 2009 — на фестивалі «Пісня Року» Валерії вручений ПРИЗ імені Клавдії Шульженко як найкращій співачці року.
- 2009 — вручена медаль «До примноження справ благих»
- 15 квітня 2010 — переможець премії ZD Awards 2010 в номінації «Співачка року»
- 11 червня 2010 — переможець у номінації «Найкраща виконавиця» Премії Муз-ТВ 2010
- 2011 — учасниця телепроєкту Першого каналу «Привид Опери»
- 26 листопада 2011 — національна музична премія «Золотий грамофон» в Москві за пісню «Птаха-розлука»
- 27 листопада 2011 — національна музична премія «Золотий грамофон» у Пітері за пісню «Птаха-розлука»
- 2 грудня 2011 — в Державному Кремлівському палаці відбувся ювілейний концерт співачки «Російські романси та золоті шлягери ХХ століття» у супроводі Російського національного оркестру під керівництвом Михайла Плетньова
- 3 грудня 2011 — лауреат телевізійного фестивалю «Пісня року» за дует з Миколою Басковим «Зберігши любов»

Неодноразовий лауреат російського фестивалю «Пісня року», національної російської премії «Овація», переможець хіт-парадів «Звукова доріжка МК», «Золотий грамофон».
- 9 квітня 2013 — Указом Президента РФ Валерії присвоєно звання Народна артистка Росії.

## Санкції
У 2014 році потрапила до чорного списку міністерства закордонних справ Латвії за підтримку анексії Криму та критичні відгуки про політику влади України. Разом із нею там опинилися Йосип Кобзон, Олег Газманов, актори Михайло Пореченков та Іван Охлобистін. У листопаді Валерія написала листа президентові Латвії Андрісу Берзіньшу латиською мовою з проханням дати оцінку діям міністра закордонних справ Едгарса Рінкевичса і скасувати рішення про заборону в'їзду на територію країни. Українські активісти звинувачували Валерію і Кобзона у «відкритій підтримці терористичних організацій — „Донецької народної республіки“ і „Луганської народної республіки“, проти лідерів яких введено санкції Євросоюзу». 1 грудня Берзіньш надіслав відповідь на лист, повідомивши, що якщо міністр змінить своє рішення — то президент може скоротити або скасувати чинну заборону.
7 січня 2023 року Валерію внесено до санкційного списку України за «роль у російській пропаганді».

## Творчість

### Альбоми
Нижче перераховані альбоми Валерії, відповідні офіційній дискографії співачки.
| Рік  | Назва                                           | Коментар |
| ---- | ----------------------------------------------- | --- |
| 1992 | The Taiga Symphony                              | 1-й англомовний альбом Валерії. |
| 1992 | Stay with Me («Побудь зі мною»)                 | 2-й альбом Валерії. Альбом російських романсів в сучасній обробці. Був написаний на замовлення англійської фірми «Olimpia disk»                                                     |
| 1994 | Моя Москва                                      | CD-single |
| 1995 | Анна                                            | 3-й альбом Валерії. Отримав свою назву на честь появи на світ первістка Валерії — дочки Ганни                                                                                       |
| 1997 | Прізвище. Частина1                              | 4-й альбом Валерії. У роботі над ним взяли участь відомі музиканти: Микола Дівлет-Кільдеєв (гітара), Олександр Соліч(бас-гітара), Олександр Дулов (гітара), Леонід Гусєв (барабани) |
| 1999 | Найкраще                                        | 5-й альбом Валерії. До нього увійшли всі найкращі пісні співачки, а також нова композиція «Ти десь там»                                                                             |
| 2000 | Перший Internet альбом                          | 6-й альбом Валерії. Представлення альбому відбулося в мережі за день до офіційного релізу                                                                                           |
| 2000 | Метелиця                                        | Сингл. Вийшов на компакт-диску та компакт-касеті |
| 2000 | Рига-Москва                                     | Сингл. Вийшов на компакт-диску та компакт-касеті |
| 2001 | Очі кольору неба                                | 7-й альбом Валерії. Студійний альбом |
| 2003 | Країна любові                                   | 8-й альбом Валерії. Студійний альбом |
| 2006 | Ніжність моя                                    | 9-й альбом Валерії. Студійний альбом |
| 2008 | Out Of Control (Непідконтрольно)                | 10-й альбом Валерії. студійний альбом |
| 2009 | Out of Controll (UK Edition)                    | 11-й альбом Валерії. Реліз альбому відбувся 4 травня 2009 року в Великій Британії                                                                                                   |
| 2010 | У мені моя любов                                | 12-й альбом Валерії. Студійний альбом |
| 2010 | Пісні, які ви полюбили. Best of 2003—2010       | 13-й альбом Валерії. |
| 2012 | Російські романси та золоті шлягери XX століття | 14-й альбом Валерії. |
| 2013 | По серпантину                                   | 15-й альбом Валерії. Студійний альбом |
| 2016 | Океани                                          | |

### Сингли
- 1992 — The Sky Belongs to Me
- 1992 — Stay With Me («Побудь зі мною»)
- 1992 — Квіти
- 1994 — Звичайні справи
- 1995 — Моя Москва
- 1995 — Літак
- 1995 — З добрим ранком!
- 1995 — Москва сльозам не вірить
- 1997 — Ніч ніжна
- 1997 — Навпіл
- 1997 — Про те, що було
- 1997 — Шкода
- 1999 — Ти десь там
- 2000 — Рига — Москва
- 2000 — Метелиця
- 2000 — Не кривдь мене
- 2001 — Таю
- 2001 — Не обманюй
- 2001 — Більше ніж життя
- 2001 — Хлопчики не плачуть
- 2003 — Була любов
- 2003 — Часики
- 2003 — Чорно-білий колір
- 2004 — Про мене згадуй
- 2004 — Радуга-дуга
- 2004 — Відпусти мене
- 2004 — Перелий вода
- 2004 — Ти сумуєш (Валерія та Стас П'єха)
- 2005 — Маленький літак
- 2005 — Ключики
- 2005 — Розставання (Валерія і Стас П'єха)
- 2006 — Ніжність моя
- 2006 — Я лечу
- 2006 — Від розлуки до любові
- 2006 — Просто так
- 2006 — За хвилину до снігу (Валерія та Олег Газманов)
- 2007 — Чи виправдаєш ти (OST «Три дні в Одесі»)
- 2007 — Ми разом/Romantic
- 2007 — Break it all/ Зруйнувати любов
- 2008 — Людина дощу (OST «Рідні Люди»)
- 2008 — The Party's Over
- 2008 — Wild!/біль!
- 2008 — Stayin' Alive (Валерія та Робін Гібб)
- 2009 — Ніхто, як ти
- 2009 — Back to Love/Дорогою любові/Le Chemin de l'Amour
- 2009 — Обмінюємось іграшками
- 2009 — Капелькою
- 2010 — Птаха-розлука
- 2010 — All That I Want* 2010 — Жди меня
- 2011 — Until You Love You
- 2011 — Подруга
- 2011 — Зберігши любов (дует з Миколою Басковим)
- 2012 — Я тебе відпустила
- 2012 — По серпантину

## Чарти
| Рік  | Назва                                    | Чарти | Чарти                  | Чарти                        | Чарти                | Чарти  | Чарти            | Альбом             |
| Рік  | Назва                                    | RUS   | Moscow Airplay Top 100 | Sp.Peterburg Airplay Top 100 | Kiev Airplay Top 100 | Latvia | Річний загальний | Альбом             |
| ---- | ---------------------------------------- | ----- | ---------------------- | ---------------------------- | -------------------- | ------ | ---------------- | ------------------ |
| 2003 | «Була любов»                             | -     | -                      | -                            | -                    | 14     | -                | «Країна Любові»    |
| 2003 | «Часики»                                 | -     | -                      | -                            | -                    | 4      | -                | «Країна Любові»    |
| 2003 | «Чорно-білий колір»                      | 20    | -                      | -                            | -                    | 18     | 198              | «Країна Любові»    |
| 2004 | «Про мене згадуй»                        | 22    | -                      | -                            | -                    | -      | 139              | «Країна Любові»    |
| 2004 | «Перелий вода»                           | 30    | -                      | -                            | -                    | 21     | -                | «Країна Любові»    |
| 2004 | «Ти сумуєш» (feat Стас П'єха)            | 1     | 11                     | -                            | -                    | 4      | 16               | «Країна Любові»    |
| 2005 | «Маленький літак»                        | 2     | 10                     | -                            | -                    | 9      | 30               | «Ніжність моя»     |
| 2005 | «Ключики»                                | 11    | 14                     | -                            | -                    | 10     | 69               | «Ніжність моя»     |
| 2005 | «Розставання» (feat Стас П'єха)          | 15    | 55                     | -                            | -                    | 6      | 160              | «Ніжність моя»     |
| 2006 | «Ніжність моя»                           | 1     | 1                      | -                            | -                    | 5      | 7                | «Ніжність моя»     |
| 2006 | «Я Лечу»                                 | 1     | 2                      | -                            | -                    | 15     | 19               | «Ніжність моя»     |
| 2006 | «Від любові до розлуки»                  | 9     | 8                      | -                            | -                    | -      | 162              | «Ніжність моя»     |
| 2006 | «Просто так»                             | 32    | 44                     | -                            | -                    | -      | 183              | «Ніжність моя»     |
| 2007 | «Ми разом»                               | 4     | 8                      | -                            | -                    | 6      | 16               | «Непідконтрольно»  |
| 2007 | «Зруйнувати любов» («Break it All»)      | 10    | 22                     | -                            | -                    | 27     | 131              | «Непідконтрольно»  |
| 2008 | «Людина дощу»                            | 7     | 17                     | 11                           | 14                   | 14     | 42               | «Непідконтрольно»  |
| 2008 | «The Party's Over»                       | 112   | -                      | -                            | -                    | 44     | -                | «Out Of Control»   |
| 2008 | «Wild» («Біль»)                          | 11    | 39                     | 44                           | 36                   | 15     | 124              | «Out Of Control»   |
| 2009 | «Ніхто, як ти»                           | 8     | 16                     | 38                           | 18                   | -      | 47               | «У мені моя любов» |
| 2009 | «По дорозі любові» («Back To Love»)      | 162   | -                      | -                            | -                    | -      | -                | «У мені моя любов» |
| 2009 | «Обмінюємось іграшками»                  | 20    | 27                     | 25                           | 76                   | -      | 172              | «У мені моя любов» |
| 2009 | «Капелькою»                              | 7     | 7                      | 10                           | 2                    | 5      | 13               | «У мені моя любов» |
| 2010 | «Птаха-розлука»                          | 21    | 18                     | 15                           | 5                    | -      | 109              | «У мені моя любов» |
| 2011 | «Жди мене»                               | 41    | 57                     | 32                           | -                    | -      | 148              | «По серпантину»    |
| 2011 | «Подруга»                                | 84    | -                      | -                            | -                    | -      | -                | «По серпантину»    |
| 2011 | «Зберігши любов» (feat Микола Басков)    | 27    | 37                     | 16                           | 25                   | 29     | -                | «По серпантину»    |
| 2012 | «Я тебе відпустила»                      | 36    | 32                     | 32                           | -                    | -      | -                | «По серпантину»    |
| 2012 | «По серпантину»                          | 28    | 61                     | 23                           | 27                   | 48     | -                | «По серпантину»    |
| 2012 | «Я буду чекати тебе»                     | 25    | 33                     | 37                           | 92                   | -      | -                | «По серпантину»    |
| 2013 | «Не втрачай мене» (feat Валерій Меладзе) | 28    | 52                     | 86                           | 26                   | 6      | -                | «По серпантину»    |
| 2013 | «Ми боїмося любити»                      | 23    | 32                     | 43                           | -                    | -      | -                | «TBA»              |

«—» пісня була відсутня в чарті

## Відеокліпи
| Рік  | Назва                                            | Коментар |
| ---- | ------------------------------------------------ | --- |
| 1993 | Stay with Me                                     | |
| 1993 | The Taiga Symphony                               | |
| 1994 | Відцвіли хризантеми                              | |
| 1994 | Квіти                                            | |
| 1994 | Як хороші ті очі                                 | |
| 1994 | Не забудь колишні захоплення                     | |
| 1994 | Тільки раз буває в житті зустріч                 | |
| 1994 | Merry Christmas to the World                     | |
| 1995 | Моя Москва                                       | |
| 1995 | Літак                                            | |
| 1995 | З добрим ранком! (Пігулка)                       | |
| 1995 | Москва сльозам не вірить                         | |
| 1997 | The Taiga Symphony & Stay with Me                | |
| 1997 | Familiya & Anna                                  | |
| 1997 | Ніч ніжна                                        | |
| 1997 | Навпіл                                           | |
| 1997 | Шкода                                            | |
| 1999 | Ти десь там                                      | |
| 2000 | Рига — Москва                                    | |
| 2000 | Не кривдь мене                                   | |
| 2000 | Метелиця                                         | |
| 2001 | Таю                                              | |
| 2001 | Більше ніж життя                                 | |
| 2001 | Хлопчики не плачуть                              | |
| 2001 | Не обманюй                                       | |
| 2003 | Була любов                                       | |
| 2004 | Радуга-дуга                                      | |
| 2005 | Маленький літак                                  | |
| 2006 | Розставання (Валерія та Стас П'єха)              | Режисер — Федір Бондарчук |
| 2006 | Відпусти мене                                    | Режисер — Федір Бондарчук |
| 2007 | Break it all Зруйнувати любов                    | Режисер та хореограф кліпу — широко відомий Камель Уалі. У кліпі знявся також актор Бенуа Маршалл. Костюми для кліпу надав один з провідних світових дизайнерів Джон Гальяно (моделі з колекції «Весна-2008») |
| 2008 | Wild!/Біль!                                      | Режисер — відомий кліпмейкер Алан Бадоєв. Для відтворення ефекту машини, що котиться один з епізодів знімали в перевернутому та підвішеному до стелі автомобілі на висоті 5 метрів; Валерія знімалася без каскадерів |
| 2008 | The Party's Over                                 | Режисер — Харві Б. Браун (Harvey B. Brown), який знімав відео для таких відомих західних артистів, як Джордж Майкл, Елтон Джон, Sugababes та багатьох інших. Протягом одного знімального дня Валерії довелося змінити 60 костюмів та приміряти на себе 30 різних образів, на створення яких режисера надихнули великі актриси минулого — Рита Хейворт, Грейс Келлі та Мерилін Монро |
| 2009 | Back to Love Дорогою любові Le Chemin de l'Amour | Режисером кліпу виступив відомий режисер Джастін Керріган |
| 2010 | Капелькою                                        | Режисер Олександр Ігудін. Відеокліп на цю пісню знімався на острові Балі. |
| 2011 | Зберігши любов (Валерія та Микола Басков)        | Режисер Віктор Дербеньов. Кліп знімався в Криму. |
| 2012 | Я буду чекати тебе                               | Пісня стала саундтреком до фільму «Полярний рейс» Сергія Чекалова. |
| 2013 | Не втрачай мене (Валерія та Валерій Меладзе)     | режисер кліпу Алан Бадоєв. |
| 2013 | По серпантину                                    | Відеоробота виконана в стилі мюзиклу. Режисером кліпу виступив Олександр Ігудін. |

### Великі майданчики
- 1995 — відбувся перший московський сольний концерт Валерії, який пройшов з справжнім аншлагом в ПК «Горбунова».
- 7 — 8 грудня 1996 — концертна програма «Прізвище» в Великому концертному залі «Жовтневому».
- 18 — 19 вересня 2001 — концертна програма «Очі кольору неба» в ДЦКЗ «Росія».
- 2003 — альбом «Країна любові» — один з найпопулярніших альбомів з продажу 2003 року, багато пісень з якого стали справжніми хітами. Нова однойменна програма була представлена  13 — 14 грудня 2003 в Державному Кремлівському палаці, яка пройшла з аншлагом. Відеоверсія концерту була випущена на DVD і VHS.
- 18 листопада 2006 — концертна програма «Ніжність моя» у спорткомплексі «Олімпійському».
- 8 січня 2009 — триб'ют групи Bee Gees в Battersea Evolution (Лондон).
- 18 січня 2009 — Валерія представила Росію на відкритті найбільшої світової професійної музичної виставки Midem в Каннах. Концерт пройшов в каннському Палаці фестивалів.
- 24 березня — 9 квітня 2009 — гастрольний тур Валерії з групою Simply Red по Великій Британії, у тому числі два виступи відбулися на майданчику The O2 Arena в Лондоні:
  - 24 березня — Глазго, Braehead Arena
  - 26 березня — Кардіфф, Cardiff Arena
  - 27 березня — Шеффілд, Sheffild Arena
  - 28 березня — Бірмінгем, LG Arena
  - 30 березня — Борнемут, Bournemouth Arena
  - 31 березня — Брайтон, Brighton Centre
  - 2 і 3 квітня — Лондон, The O2
  - 5 квітня — Манчестер, Evening News Arena
  - 6 квітня — Глазго, Clyde Auditorium
  - 7 квітня — Ньюкасл, Metro Radio Arena
  - 9 квітня — Ноттінгем, Trent FM Arena
- 30 квітня 2009 — концерт Валерії та групи Simply Red в Кремлі
- 27 серпня 2009 — початок зйомок автобіографічного фільму під робочою назвою «Була Любов» (по книзі Валерії «І життя, і сльози, і любов»).
- 11 вересня 2009 — Валерія взяла участь у святковому концерті на честь Йосипа Кобзона в ДЦКЗ Росія (СК Лужники), Москва.
- 17 жовтня 2009 — концерт Валерії «Дорогою Любові» у Великому концертному залі «Жовтневому» в Санкт-Петербурзі.
- 27 жовтня 2009 — концерт Валерії «Дорогою Любові» в ДЦКЗ Росія (СК Лужники) в Москві.
- 7 грудня 2009 — концерт Валерії «Дорогою Любові» в Палаці Республіки, Мінськ.
- січень 2010 — концерти Валерії в США та Канаді[42].
- квітні 2010 — концерти Валерії в Австралії[43].
- 11 травня 2010 — Одеса, Театр музкомедії.
- 4 листопада 2010 — Москва, Крокус-сіті-хол, сольний концерт з програмою «Мої найкращі пісні для Вас».
- 25 листопада 2011 — Санкт-Петербург, ВКЗ Жовтневий, сольний концерт з програмою «Російські романси та золоті шлягери XX століття» до 20-річчя творчої діяльності
- 2 грудня 2011 — Москва, Державний Кремлівський Палац, сольний концерт з програмою «Російські романси та золоті шлягери ХХ століття» до 20-річчя творчої діяльності

### Книги
- 2006 — «І життя, і сльози, і любов» (автобіографія) ISBN 5-91181-135-9
- 2010 — «Йога з Валерією» ISBN 978-5-699-49341-8

### Фільми
Фільми про Валерію:
- Була любов — багатосерійний телевізійний фільм.

## Звання
- Народний артист Російської Федерації[44]